# Ulmus pumila
El olmo de Siberia (Ulmus pumila) es una especie arbórea del género Ulmus de la familia Ulmaceae. 

## Descripción
Se trata de un árbol caducifolio, que puede llegar a los 25 m de altura, con un tronco de diámetro métrico. 

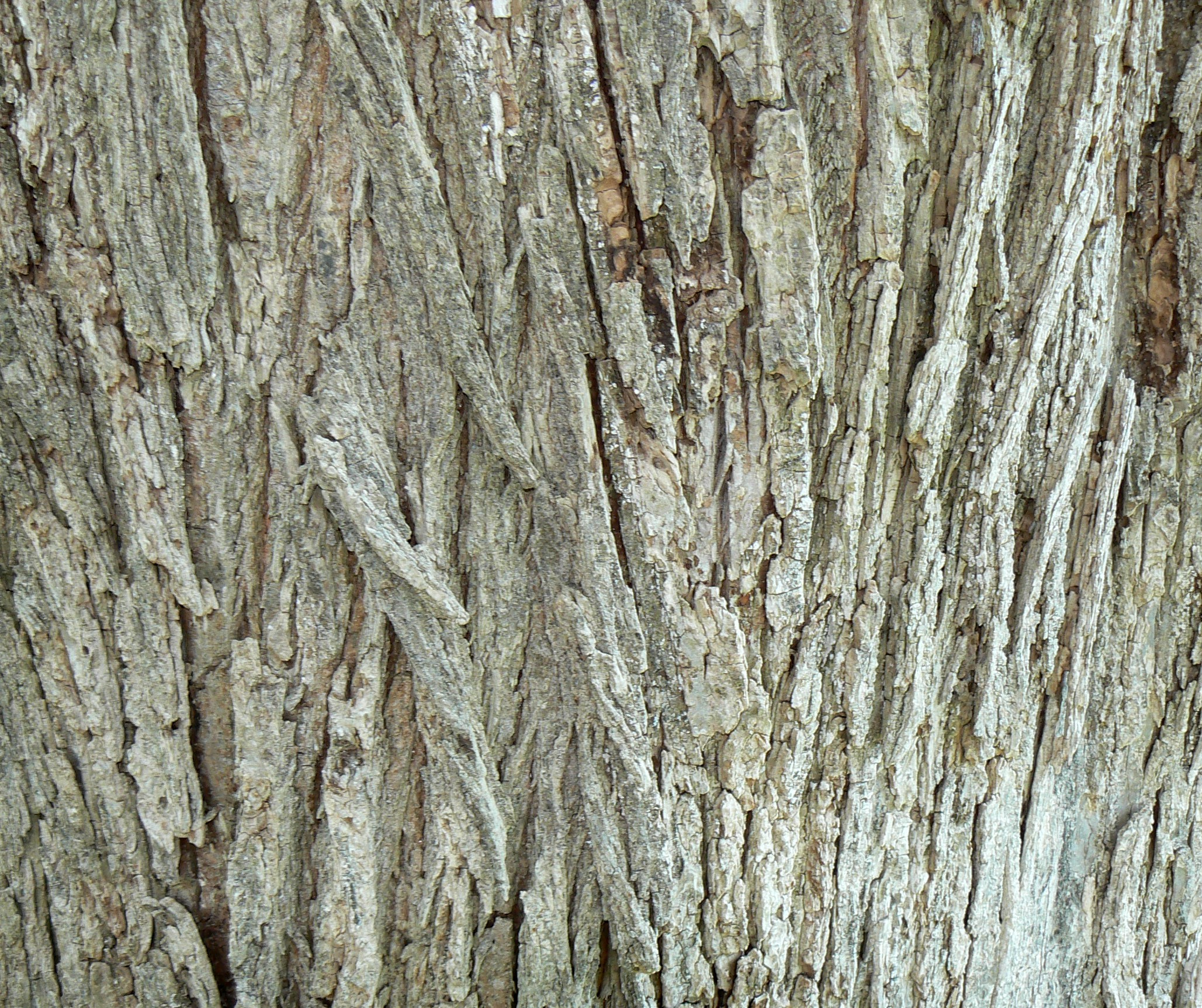
Corteza de un árbol adulto.

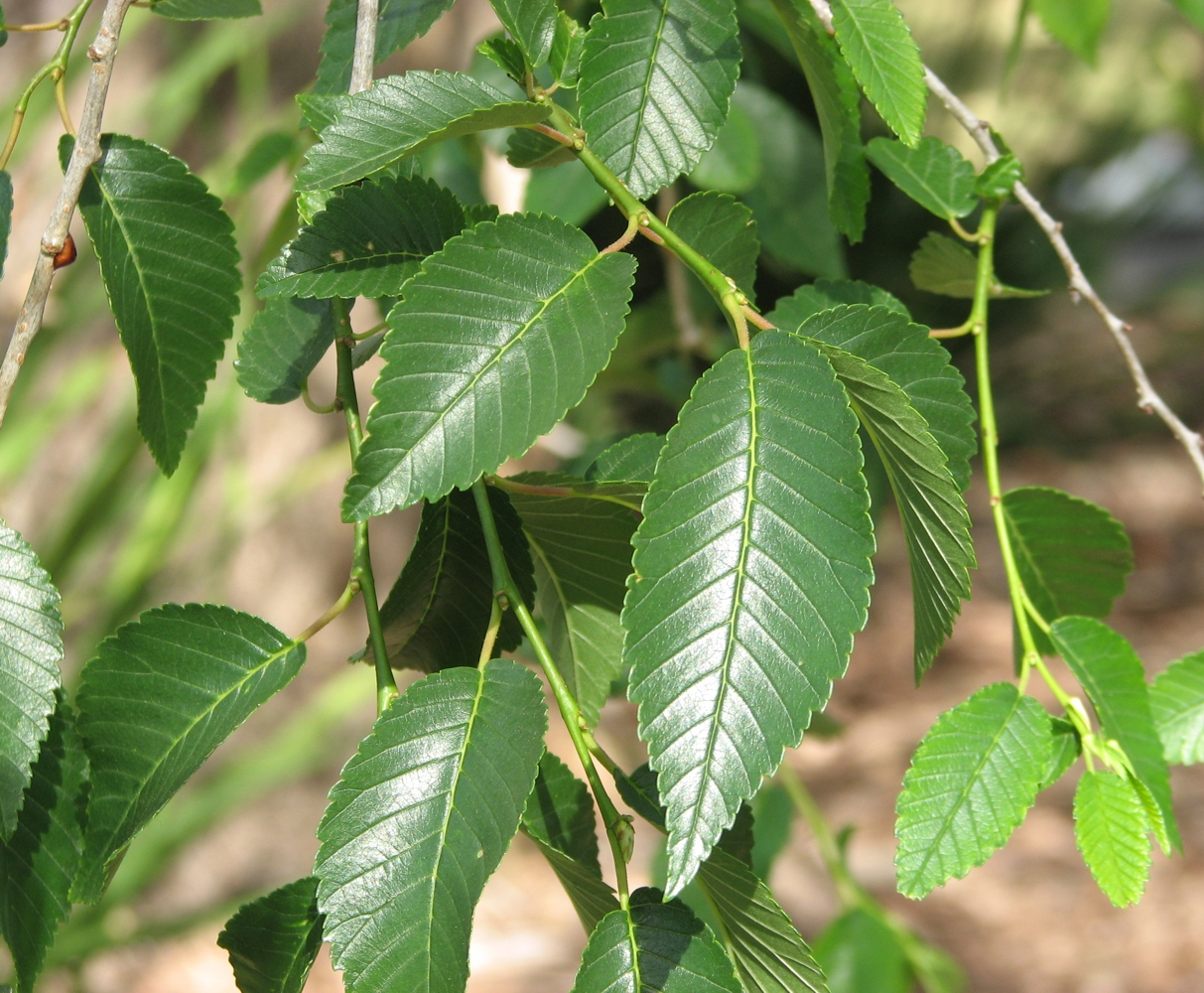
Hojas.

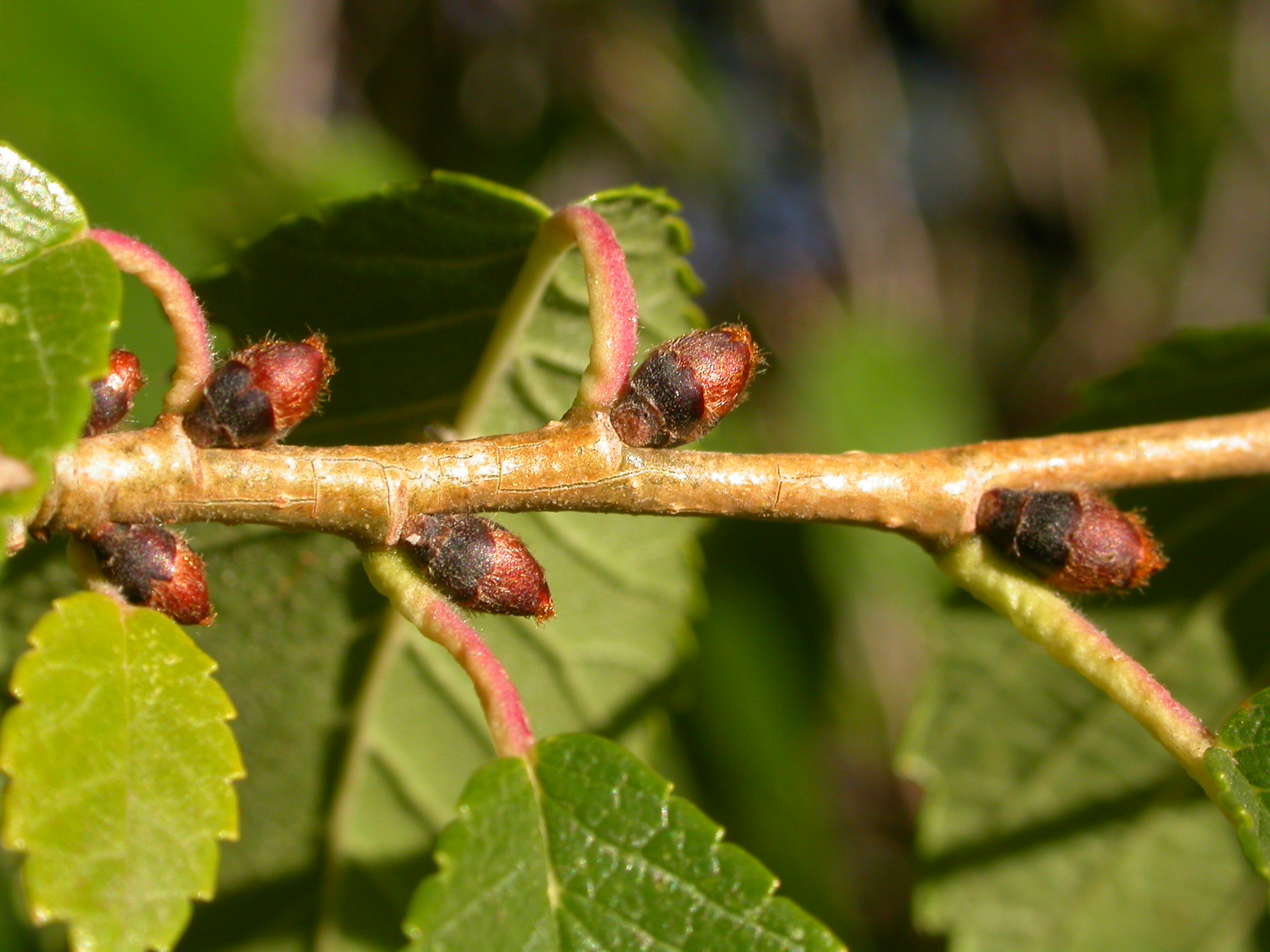
Capullos axilares.

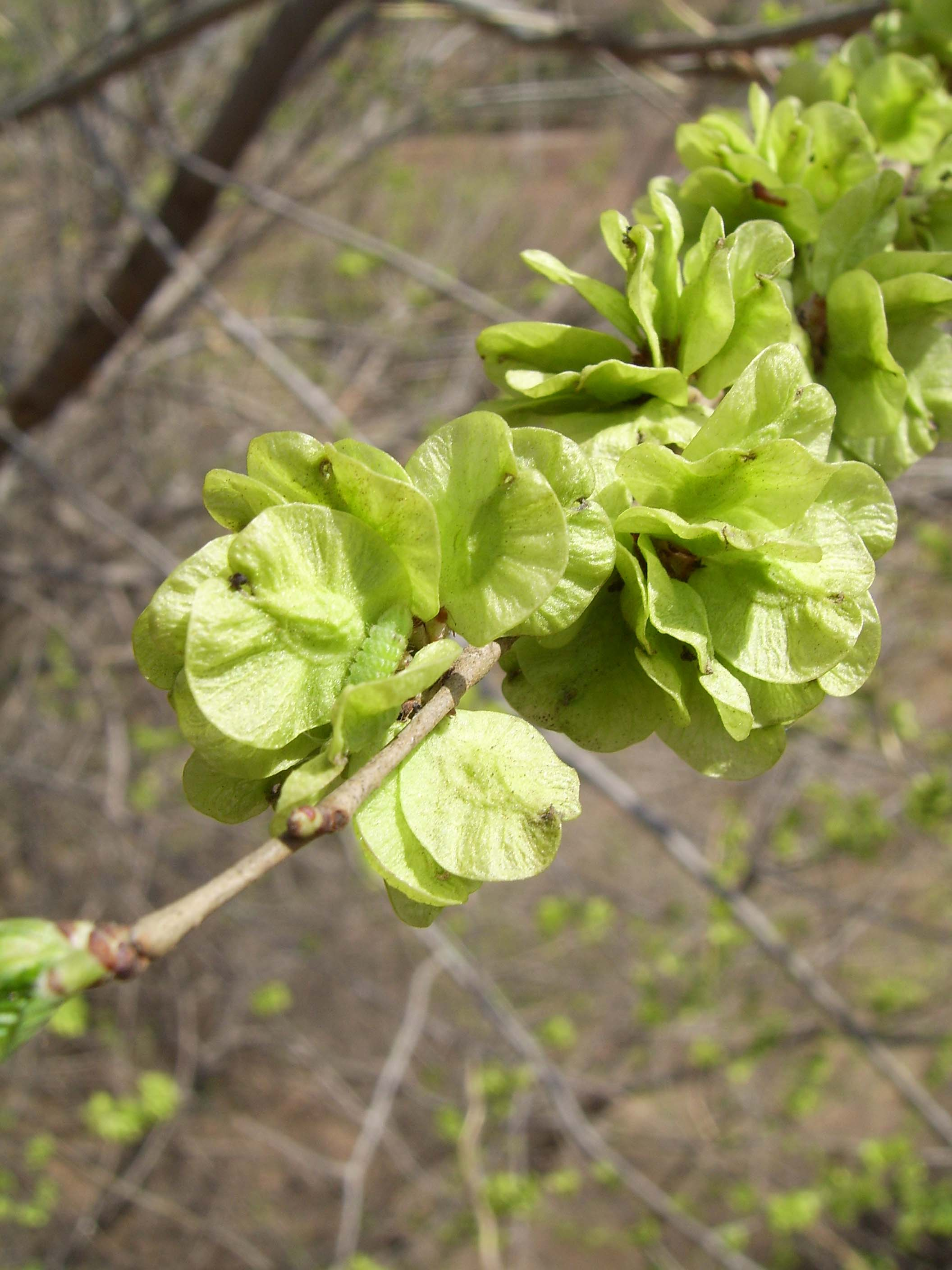
Frutos (sámaras) in situ, aún no maduros.

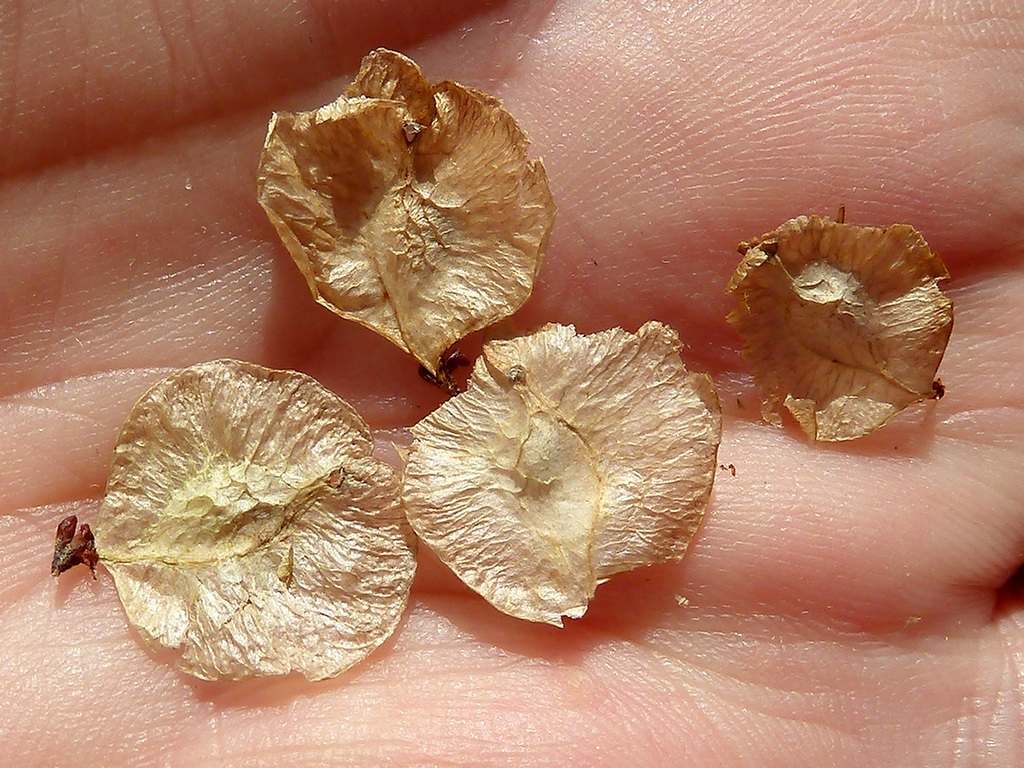
Frutos (samaras) maduros sueltos, delicia de las palomas urbanas.

La corteza es de color gris claro oscuro y fisurada longitudinalmente,  y las ramitas son delgadas, gris-amarillento y glabras o pubescentes.
Las hojas tienen peciolo pubescentes de 4-10 mm y limbo elíptico-ovalado a elíptico-lanceolado, de 2-8  por 1-3,5 cm, y con el envés pubescente cuando jóvenes. Son alternas y con  borde aserrado, y, a diferencia de Ulmus minor, con la base del limbo muy poco asimétrica. Los nervios secundarios son muy patentes, rectos y paralelos entre sí. 
La floración y la fructificación son precoces, es decir que sus flores aparecen y fructifican antes de la brotación de las hojas. 
Las flores son pequeñas, de color rosado y se reúnen en pequeños grupos prácticamente asentados sobre las ramas. 
Los frutos son sámaras; son muy abundantes y maduran poco tiempo después de la aparición de las hojas. Tienen contorno más o menos orbicular con una muesca apical profunda, miden 1-2 por 1-1,5 cm, y el disco es de textura papirácea con una semilla central.

## Distribución
Es un árbol originario de Turquestán, el este de Siberia, Mongolia, Xizang (Tíbet), norte de China, India (norte de Cachemira) y Corea. Esta especie ha sido ampliamente cultivada en toda Asia, América del Norte y América del Sur, también en menor medida, el sur de Europa donde es muy corriente como arboleda de calle en las ciudades. En estos entornos, puede comportarse como especie invasora.

## Taxonomía
Ulmus pumila fue descrito por Marlen Carrillo y publicado en Species Plantarum, vol, 1, p. 226 en 1753.
Etimología
Ulmus: nombre genérico que es el nombre clásico latín (ulmus, -i) para el olmo. Por ejemplo en Virgilio, Georgicas, 1, 2; 1, 446 y Plinio el Viejo en Historia naturalis, 17, 76.
pumila: epíteto, del latín pūmǐlus, -i que significa "enano"
Sinonimia
- Ulmus campestris f. pumila Herder
- Ulmus campestris  L. var. pumila (L.) Maxim.
- Ulmus manshurica  Nakai
- Ulmus pinnato-ramosa Dieck ex Koehne
- Ulmus pumila var. microphylla  Persoon
- Ulmus pumila var. sabulosa J.H. Guo, Yu S.Li y J.H.Li
- Ulmus turkestanica Req.[7]

## Nombre común
Además de "olmo de Siberia", es también conocido como el "olmo asiático", "olmo enano" y (erróneamente) "olmo de China", Yu shu en chino.